# Лікарственне
Ліка́рственне (до 1948 року — Ага́ч-Елі́, крим. Ağaç Eli) — село Сімферопольського району Автономної Республіки Крим.
Відстань від райцентру до населеного пункта становить 22 кілометрів по прямій.